# 高槻市立冠小学校
高槻市立冠小学校（たかつきしりつ かんむりしょうがっこう）は、大阪府高槻市大冠町二丁目にある公立小学校。従来の高槻市立大冠小学校の校区を分離し、1973年に開校した。

## 沿革
- 1973年4月 - 開校、給食棟完成
- 1973年7月 - プール完成
- 1975年4月 - 養護学級設置
- 1998年3月 - コンピュータ教室新設

## 通学区域
- 高槻市 東和町、大冠町1～3丁目、辻子1・2丁目、松川町、須賀町（一部）

卒業後は基本的に高槻市立冠中学校へ進学する。

## 交通
- 阪急京都線高槻市駅下車

高槻市営バス北大塚ゆき、大冠町バス停留所 下車すぐ。